# Moșna (Iași)
Moșna is een Roemeense gemeente in het district Iași.
Moșna telt 1935 inwoners.